# Castelo de Ailsa Craig

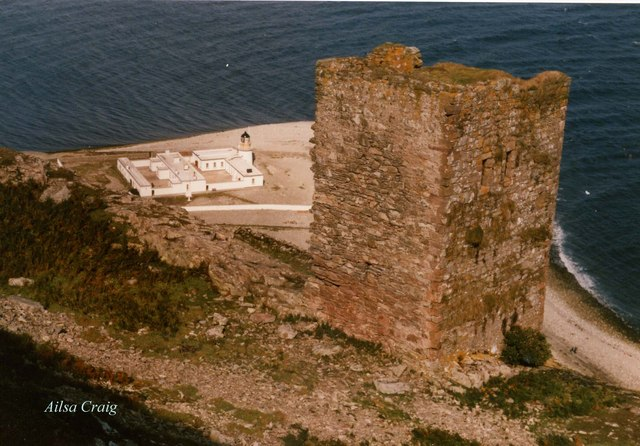
Castelo de Ailsa Craig, Escócia

O Castelo de Ailsa Craig (em inglês:  Ailsa Craig Castle) é um castelo do século XVI atualmente ruínas localizado na ilha de Ailsa Craig, South Ayrshire, Escócia.

## História
Existe indícios que a estrutura data do inicio do século XVI, tais como a espessura da parede de cerca de 76 cm e os arranjos internos. O castelo esteve em ruínas em 1580, mas foi restaurado por Thos Hamilton.
Encontra-se classificado na categoria "B" do "listed building" desde 14 de abril de 1971.